# اسلام در تاجیکستان
| پیروان اسلام در تاجیکستان (سال ۲۰۰۳) | پیروان اسلام در تاجیکستان (سال ۲۰۰۳) | پیروان اسلام در تاجیکستان (سال ۲۰۰۳) | پیروان اسلام در تاجیکستان (سال ۲۰۰۳) | پیروان اسلام در تاجیکستان (سال ۲۰۰۳) |
| ------------------------------------ | ------------------------------------ | ------------------------------------ | ------------------------------------ | ------------------------------------ |
| مذهب                                 | مذهب                                 |                                      | درصد                                 | درصد                                 |
| سنی                                  | سنی                                  |                                      | ۸۵٪                                  | ۸۵٪                                  |
| شیعه                                 | شیعه                                 |                                      | ۵٪                                   | ۵٪                                   |

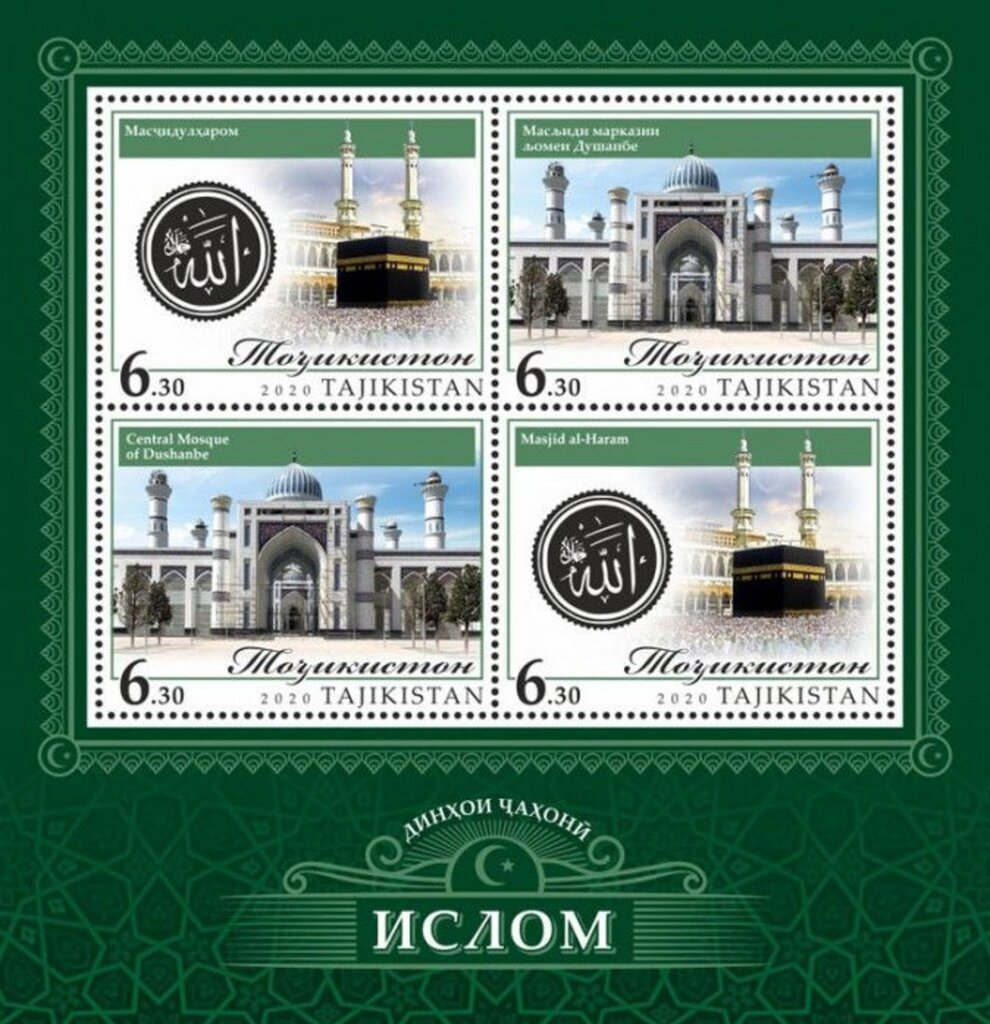
اسلام در تاجیکستان

اسلام سنی مهم‌ترین دین در تاجیکستان است. از سال ۲۰۰۹ میلادی، فقه حنفی به عنوان مذهب رسمی تاجیکستان شناخته شده است.با توجه به انتشار آمار وزارت امور خارجه ایالات متحده در سال ۲۰۰۹ از جمعیت تاجیکستان، ۹۸ کل جمعیت درصد مسلمان (حدود ۹۵٪ سنی و ۳ درصد شیعه) می‌باشند.